# Parlamentswahl in der Mongolei 2008
Die Parlamentswahl in der Mongolei 2008 fand am 29. Juni statt. Gewählt wurden alle 76 Abgeordneten des Großen Staats-Churals der Mongolei. Die Wahlbeteiligung lag ersten Schätzungen zufolge bei rund 74 Prozent.

## Ergebnis
Die Wahl brachte einen Sieg der Mongolischen Revolutionären Volkspartei (MRVP) unter ihrem Vorsitzenden und mongolischen Ministerpräsidenten Sandschaagiin Bajar. Die oppositionelle Demokratische Partei (DP) blieb deutlich hinter ihren Erwartungen zurück. Ihr Vorsitzender, Tsachiagiin Elbegdordsch, sprach von Wahlmanipulation.
| Listen                                | Stimmen   | %    | Mandate | +/- |
| ------------------------------------- | --------- | ---- | ------- | --- |
| Mongolische Revolutionäre Volkspartei | 914.037   | 52,7 | 45      | +8  |
| Demokratische Partei                  | 701.641   | 40,4 | 28      | –   |
| Partei des Bürgerwillens              | 34.319    | 2,0  | 1       | –   |
| Grüne Partei                          | 24.806    | 1,4  | 1       | Neu |
| Unabhängige                           | 60.320    | 3,5  | 1       | −2  |
| Gesamt                                | 1.735.123 | 100  | 76      | –   |
|                                       |           |      |         |     |
| Wahlberechtigte                       | 1.534.074 |      |         |     |

## Ausschreitungen
Nach Bekanntgabe erster Ergebnisse kam es zu Demonstrationen und gewaltsamen Ausschreitungen in der mongolischen Hauptstadt Ulan Bator; Anhänger der Opposition drangen in das Parteigebäude der MRVP ein, das Gebäude geriet in Brand. Fünf Personen wurden getötet. Der mongolische Präsident Nambaryn Enchbajar verhängte in der Folge einen viertägigen Ausnahmezustand über das Land.